# Alluaudomyia streptomera
Alluaudomyia streptomera är en tvåvingeart som beskrevs av Remm 1980. Alluaudomyia streptomera ingår i släktet Alluaudomyia och familjen svidknott.
Artens utbredningsområde är Turkmenistan. Inga underarter finns listade i Catalogue of Life.